# BSSAP
BSS Application Part (BSSAP) je protokol ze Signalizačního systému č. 7 používaný pro komunikaci mezi ústřednou veřejné mobilní sítě (MSC) a systémem základnových stanic (BSS). Signalizační zprávy BSSAP jsou přenášeny pomocí protokolů MTP a spojovanými službami SCCP. Pro každé aktivní mobilní zařízení BSSAP používá jedno signalizační spojení a má aspoň jednu aktivní transakci pro přenos zpráv
BSSAP poskytuje dva druhy funkcí:
- BSS Mobile Application Part (BSSMAP) podporuje procedury pro zajištění komunikace mezi MSC a BSS týkající se správy prostředků (anglicky Resource Management) a řízení předávání spojení (anglicky handover nebo handoff).
- Direct Transfer Application Part (DTAP) se používá pro přenos těch zpráv, které mají být zaslány přímo na mobilní zařízení od MSC a nemají být interpretovány BSS. Tyto zprávy se obecně týkají správy mobility (anglicky Mobility Management, MM) nebo správy spojení (anglicky Call Management, CM).

## Detaily
BSSAP zprávy se přenášejí v datové části SCCP nebo SUA zpráv. Hlavička BSSAP zprávy má 1 (BSSMAP) nebo 2 (DTAP) oktety; první oktet je discrimination parameter, který rozlišuje, zda se jedná o BSSMAP (hodnota 0) nebo DTAP (hodnota 1). Druhý oktet u DTAP je DLCI.